# Normal Sounds
Normal Sounds ist ein Musikalbum von Lia Kohl. Die zwischen März 2023 und September 2023 in Chicago, Boston, Wisconsin und Los Angeles entstandenen Aufnahmen erschienen am 30. August 2024 auf dem Label Moon Glyph.

## Hintergrund
Im Sommer 1966 war Morton Feldman – ein Komponist, der für seine traurige Eleganz und minimalistische Zurückhaltung bekannt ist – ziemlich nörgelig. In einem lockeren Gespräch mit John Cage in den New Yorker Studios des Hörfunksenders WBAI beschwerte er sich, dass ein kürzlicher Strandausflug durch die zunehmende Verbreitung von Transistorradios, die „Rock’n’Roll spielten“, verdorben worden sei. Cage, immer philosophisch, war zurückhaltender. „Nun, wissen Sie, wie ich mich an dieses Problem des Radios in der Umwelt angepasst habe?“, fragte er seinen Freund und Avantgardekollegen: Er komponierte einfach ein Stück, das Radios nutzte. Immer wenn er jetzt in der Öffentlichkeit das Getöse konkurriender Sendungen hörte, fuhr er kichernd fort: „Ich denke, na ja, sie spielen gerade mein Stück.“
Die Chicagoer Cellistin und Komponistin Lia Kohl zitierte in einem Interview das Gespräch zwischen Cage und Feldman: Ihre Musik würde eine ähnliche Annäherung an den Lärm des Alltags darstellen, schrieb Philip Sherburne. Ähnlich wie Marie Thompson, die in ihrem Buch „Beyond Unwanted Sound“ behauptet, dass Geräusche per se niemals negativ oder positiv seien, extrahiert Kohl Klänge mit unterschiedlichen klanglichen und affektiven Qualitäten aus unserer alltäglichen Umgebung und stellt sie in den Mittelpunkt ihrer Kompositionen, notierte Antonio Poscic.

## Titelliste

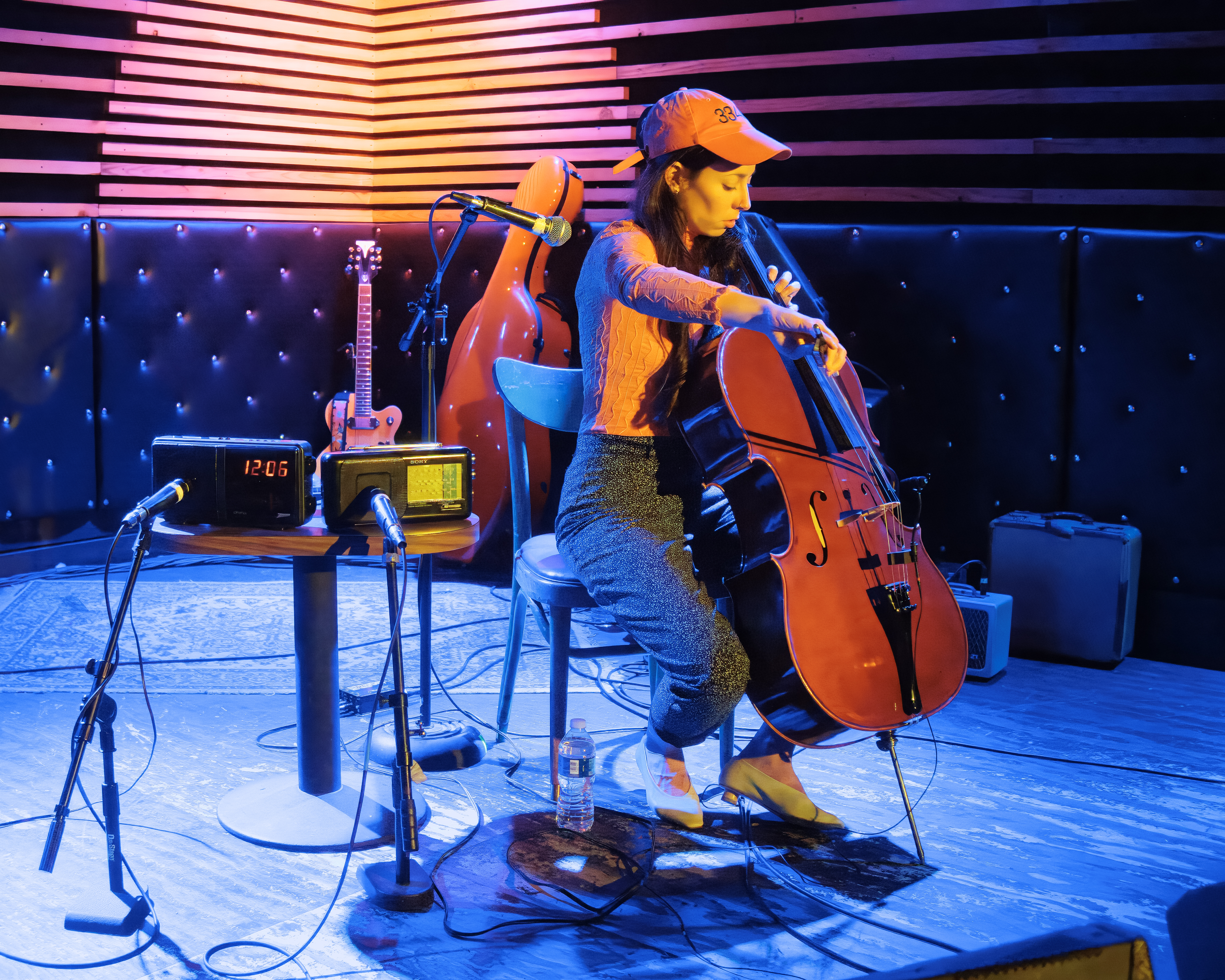
Lia Kohl (2023)

- Lia Kohl – Normal Sounds (Moon Glyph MG 145)[3]

1. Tennis Court Light, Snow 4:41
2. Car Alarm, Turn Signal (feat. Ka Baird) 4:47
3. Plane 6:56
4. Ice Cream Truck, Tornado Siren 5:23
5. Airport Fridge, Self Checkout 6:33
6. Car Horns (feat. Patrick Shiroishi) 4:25
7. Ignition, Sneakers 4:49

Die Kompositionen wurden von Lia Koh geschrieben, aufgenommen und aufgeführt, außer den Improvisationen von Ka Baird (Track 2) und Patrick Shiroishi (Track 6).

## Rezeption
Nach Ansicht von Philip Sherburne, der das Album in Pitchfork Media rezensierte, ist das Album der Cellistin aus Chicago eine Ode an den Lärm des Alltags; es würde die Alltäglichkeit summender Kühlschränke und klickender Blinker in Momente von unwahrscheinlicher Schönheit verwandeln. Auf ihrem 2023 erschienenen Album The Ceiling Reposes habe sie Schnipsel aus den Radiowellen – Verkehrsgeplapper, Wettervorhersagen, Börsenberichte – aufgegriffen, um sie als zufällige Kontrapunkte zu besinnlichen Cello-Improvisationen und atmosphärischen Synthesizer-Skizzen zu verwenden. Auf Normal Sounds gehe sie noch weiter und dehnt ihr Netz aus, um alle möglichen Geräusche einzufangen (surrende Kühlschränke, klingelnde Eiswagen, hupende Autofahrer), die sie zu einer reichhaltigen, klangvollen, geduldig melodischen elektroakustischen Mischung verarbeite.

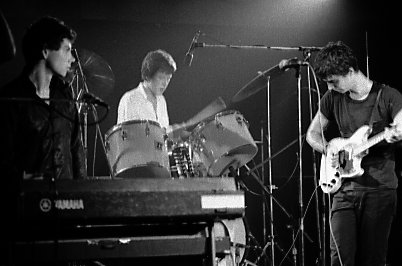
Die Talking Heads (1978)

Viele Menschen fänden Trost in den Geräuschen der Natur. „Aber was ist mit den gewöhnlichen und rührseligen Geräuschen von Blinkern, Kassen, Kühlschränken und dergleichen“, meint Richard Allen (A Closer Listen). Lia Kohl würde sich von solchen Geräuschen angezogen fühlen und setze sie auf ihrem Album in musikalische Kontexte. Damit werde Normal Sounds zu einem instrumentalen Nachfolger von „(Nothing But) Flowers“ von den Talking Heads. Kohl fordere die Zuhörer auf, ihre akustische Umgebung neu zu überdenken. „Vielleicht schalten wir das nächste Mal, wenn wir in unser Auto steigen, das Radio aus und hören den anderen Geräuschen im Inneren zu.“
„Dies sind die Geräusche, die wir auszublenden lernen, mit denen wir jeden Tag leben. Doch während wir diese alltägliche Dissonanz ignorieren, während wir unserem Alltag nachgehen, hört Lia Kohl zu,“ schrieb Ray Finlayson in Beats per Minute. Kohl verleihe den mechanischen Klängen eine menschliche Note. Wie bei The Ceiling Reposes kontextualisiere sie die Welt um uns herum neu und finde im alltäglichen Lärm neue Inspiration, neue Schönheit und sogar neue kleine humorvolle Aspekte. Maschinen bringen unsere Klangwelt durcheinander, aber Lia Kohl räumt sie für diesen kurzen Moment auf.
Lia Kohl würde die gesampelten Klänge unverändert und unverschönert lassen, verändere aber ihre Umgebung, rahme sie neu ein und verändere die Wahrnehmung ihrer Eigenschaften durch den Hörer, schrieb Antonio Poscic in The Quietus. Das arrhythmische, Migräne auslösende Summen des titelgebenden Strahls aus „Tennis Court Light, Snow“ werde schließlich zu einer schimmernden zentralen Säule des Stücks, während Cellophrasen mit ihm harmonieren und ihn umschwärmen, als wären sie in einem rituellen Feuertanz gefangen. Später löse das Knirschen der Schritte im Schnee das Stück in gespenstische Ambient-Gefilde auf, behält aber seine aufregende Energie. Die von Kohl erzeugten Stimmungen seien durchweg so unbeständig wie unsere Alltagsroutinen: Momente schlichter Schönheit würden Platz machen für ängstliche Selbstbesinnung und eskapistische Launenhaftigkeit. „Plane“ etwa spiele mit Warnungen zum Anschnallen im Flugzeug und Videospielgeräusche; im Gegensatz dazu lasse der schöne Schlusssong „Ignition, Sneakers“ eine Warnung bei steckendem Zündschlüssel ein wenig zu lange erklingen – als ob er noch ein letztes Mal lachen und dabei unsere Geduld auf die Probe stellen würde.